# Kaczér Illés
Kaczér Illés, 1912-ig Stern Ignác (Szatmár, 1887. október 10. – Tel-Aviv, 1980. március 20.) magyar író, újságíró.

## Életútja
Stern József és Róth Fanni fia. Tanulmányait szülővárosában és Nagyváradon végezte. Újságírói tevékenységét Szatmáron kezdte, ahol Új Szatmár címen lapot alapított. Első irodalmi munkáit a budapesti Az Újság, a Pester Lloyd, Múlt és Jövő, Nyugat közölte; 1916-ban jelent meg Budapesten első regénye Khafrit, az egyiptomi asszony címmel. Csatlakozott az 1918-as forradalomhoz, röpiratban népszerűsítette a béke, jog, föld jelszavait (Károlyi Könyvtár II. Budapest, 1919). A Magyarországi Tanácsköztársaság bukása után Bécsbe emigrált, ahonnan Kolozsvárra hívták az Új Kelet című napilaphoz, ennek szerkesztőségében dolgozott 1923-ig. Itt mutatták be a Magyar Színházban Megjött a Messiás, Tűz és Gólem ember akar lenni c. drámáit. Hol szatirikus, hol szimbolikus novelláival, regényeivel vett részt a romániai magyar irodalom kibontakozásában.
Az emigráció útján Csehszlovákiába került, ahol Dr. Hulla című regényével (Kassa, 1926) és fő művével, a Csehszlovákiai Magyar Tudományos, Irodalmi és Művészeti Társaság kiadásában megjelent Ikongo nem hal meg c. kétkötetes regényével (Pozsony, 1936) ért el sikert. A néger hős tragédiájának ábrázolásában éppen úgy, mint kötetekbe gyűlt szociális meséiben az író antifasiszta humánuma jutott kifejezésre. A pozsonyi Magyar Újságot szerkesztette, 1938-ban Londonba emigrált, ahol forgatókönyvíróként és dramaturgként dolgozott Korda Sándor filmvállalatánál. 1952-ben járt először Izraelben, ahol hét évvel később telepedett le feleségével. Áttelepülését követően a már Tel-Avivban megjelenő Új Kelet munkatársa lett. Tetralógiát írt Ne félj, szolgám, Jákob címmel a magyar zsidóság sok százados történetéről. Számos izraeli magyar anyanyelvű szervezet és bizottság aktív tagja és vezetője volt, többek között a Magyar Zsidók Világszövetsége izraeli tagozatának elnöke.

## Magánélete
Házastársa Zelinger Dina tanárnő volt, Zelinger Ábrahám és Dikker Róza lánya, akit 1913. május 25-én Budapesten, a Józsefvárosban vett nőül.
Lánya Kaczér Anna Stefánia (1914–?).

## Művei
- Khafrit, az egyiptomi asszony. Napkeleti regény; Bíró, Budapest, 1916
- A fekete kakas. Nyáréji álom; Grill, Budapest, 1918
- Az új Magyarország evangéliuma. Béke, jog, föld; Kultúra, Budapest, 1919 (Károlyi-könyvtár)
- Ezüstfuvola. Egy tétova lélek regénye; Kultúra, Budapest, 1921 (Magyar regényírók)
- Megjött a Messiás (dráma 3 felvonásban, Kolozsvár, 1921);
- Gólem ember akar lenni (drámai szimbólum 1 felvonásban, Kolozsvár, 1922);
- Jancsi; Grünfeld Ny., Brassó, 1922
- A vakember tükre (novellák, Kolozsvár, 1923);
- Sárkányölő további kalandjai (szatirikus regény, Kolozsvár, 1923);
- Jancsi. Egy kisfiú tüsszentései, szuszogásai és röhögései, valamint a hihetetlennel határos egyéb csínytevései... Brassó, 1923).
- Zsuzsánna és a vének. Regény; szerzői, Bécs, 1923
- Az álomtelepes; Julius Fischer, Wien, 1924
- Dr. Hulla. Novellák; Renaissance Kulturegyesület, Košice-Kassa, 1926 (Renaissance könyvtár)
- A király aludni akar; Bíró, Bp., 1930
- Ikongo nem hal meg. Regény, 1-2.; Kultúra, Pozsony, 1936 (A Csehszlovákiai Magyar Tudományos Irodalmi és Művészeti Társaság szépirodalmi könyvsorozata)
- Gödölyét, gödölyét és még 5 mese; Csehszlovák Grafikai Únió, Praha–Prešov, 1937 (Mesék mindenkinek)
- Pao. Roman eines Negers; németre ford. Grete Hübsch, Dina Kaczér; Europa, Zürich, 1937
- Kőtojásból kőmadár. Márványcinege története Könyves Bagoly hiteles feljegyzései nyomán; Csehszlovák Grafikai Unió, Praha–Prešov, 1937 (Mese mindenkinek)
- Africas Aand dör ikke. En Negers roman (Ikongo nem hal meg); dánra ford. H. C. Branner; Branner, København, 1938
- Ne félj szolgám, Jákob; Alexander, Tel-Aviv, 1953 (Zsidó legenda)
- The siege (Ne félj szolgám, Jákób); angolra ford. Lawrence Wolfe; Dial Press., New York, 1953
- Jerichó ostroma. Regény; Alexander, Tel-Aviv, 1954 (Zsidó legenda)
- Három a csillag. Regény, 1-2.; Új Kelet Ny., Tel-Aviv, 1955-1956
- Az álomtelepes. Regény; 2. kiad.; Berenike, Tel-Aviv, 1967
- Ál tirá ávdi Jákov. Román (Ne félj szolgám Jákob);  ivritre ford. J'hudá Idelstein; Mászádá, Rámát Gámát-Gáu, 1969
- Mácor Jerihó (Jerichó ostroma); ivritre ford. J'huda Idelstein; Eked., Tel-Aviv, 1972
- Ne félj szolgám, Jákob; Göncöl, Budapest, 2002